# هواشناسی اختری

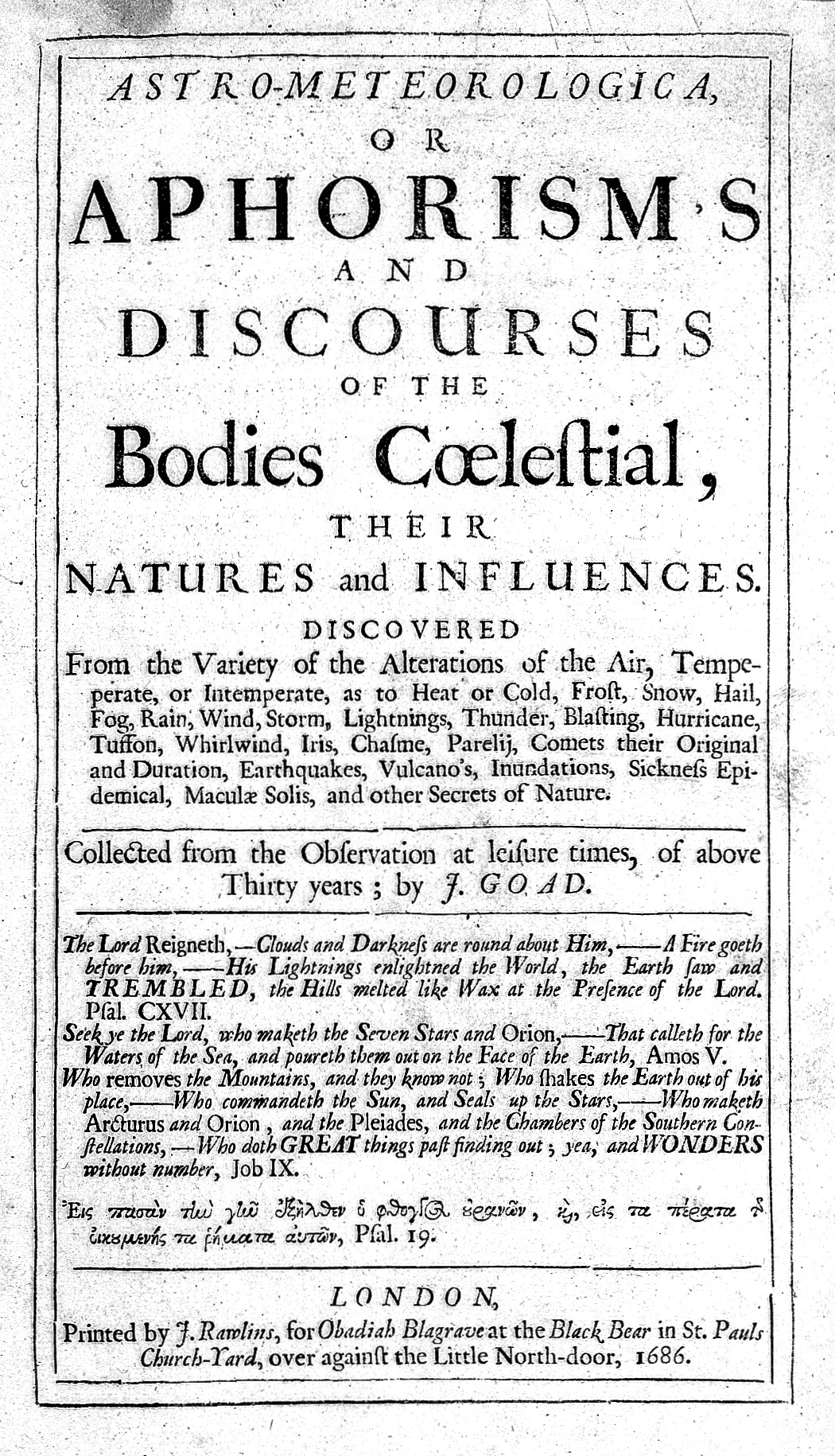
گفتمان اخترشناسی (۱۶۸۶)

هواشناسی اختری (به انگلیسی: Astrometeorology) (از یونانی ἄστρον، ستون، «صورت فلکی، ستاره»؛ μετέωρος، metéōros، «بالا در آسمان»؛ و -λογία، -logia) یا آسترومتولوژی، یک شبه‌علم است که سعی در پیش‌بینی وضعیت هوا با استفاده از طالع بینی دارد. اعتقاد بر این است که از موقعیت و حرکت اشیاء آسمانی می‌توان برای پیش‌بینی وضعیت آب و هوایی فصلی و آب و هوا استفاده کرد. در طول اکثر تاریخ‌های خود، ستاره‌شناسی یک سنت علمی به حساب می‌آمد و در محافل دانشگاهی متداول بود، غالباً در رابطه نزدیک با نجوم، کیمیاگری، هواشناسی، پزشکی و سایر انواع اخترشناسی.
پدیده‌های هواشناسی مربوط به پیکربندی‌های سیاره ای در بابل ثبت شد. اخترشناسان کلاسیک یادداشت‌هایی مانند بطلمیوس رساله ای را برای پیش‌بینی آب و هوا از طریق روش‌های اخترشناسی ساختند. هواشناسی اختری قدیمی‌ترین نوع اخترشناسی هلنیستی است. یوهانس کپلر مشاهدهٔ هواشناسیِ مُقارنه زحل و خورشید را که باعث ایجاد هوای سردی می‌شود برای پشتیبانی از عقیده خود ثبت کرد. در سال ۱۶۸۶، حجم زیادی از کتاب Astro-Meteorologica که توسط جان گاد به زبان انگلیسی نوشته شده بود به هواشناسی اختری اختصاص داشت این کتاب در لندن انگلیس به چاپ رسید. جوامع هواشناسان اختری تا اواسط قرن نوزدهم در انگلیس ادامه داشتند، اما توسط دانشمندان جریان اصلی مورد توجه جدی قرار نگرفتند. در قرن ۲۱ کشاورزان در هند شکلی از هواشناسی اختری بر مبنای ناخشتارا را استفاده کرده‌اند که یک عمل مناسب در نظر گرفته نشده‌است.